# シロハラインコ属
シロハラインコ属（シロハラインコぞく、学名：Pionites）は、オウム目インコ科の属である。2種が含まれる。原産地はブラジル北部のアマゾン熱帯雨林、ベネズエラ南部そしてギアナ高地である。野生のシロハラインコは一般に森林地帯に好んで住み、果実や種子を食べて生活している。シロハラインコには、黒、緑、黄色、橙色、白、そして青、すべての色の羽が見られることから時に“七色インコ”と呼ばれることがある。
体長25cm前後、体重150g前後、頭と足が大きくがっしりした体つきをしている。瞳、虹彩は暗い赤、目の周りに明るい色のリングを持ち、尾は短くずんぐりした外見をしている。

## 種
シロハラインコ属には次の2種が存在する
シロハラインコ（英: White-Bellied Caique、学名：Pionites leucogaster）
オレンジ / 黄色の頭部、白い腹部、緑の雨覆羽と背中、青みがかった羽毛、肌色の湾曲した嘴、そしてピンク色の足をしている。シロハラインコはつがいか、小さな家族集団で群れることが多い。シロハラインコの亜種には、足の羽毛が黄色（緑ではなく）で足が黒いキモモシロハラインコ（英: Yellow-thighed Caique、学名：P. l. xanthomeria）がある。キモモシロハラインコは、過去にシロハラインコとズグロシロハラインコの交雑種と考えられていたことがある。また、日本においてシロハラインコの名で流通しているものの殆どがキモモシロハラインコである。

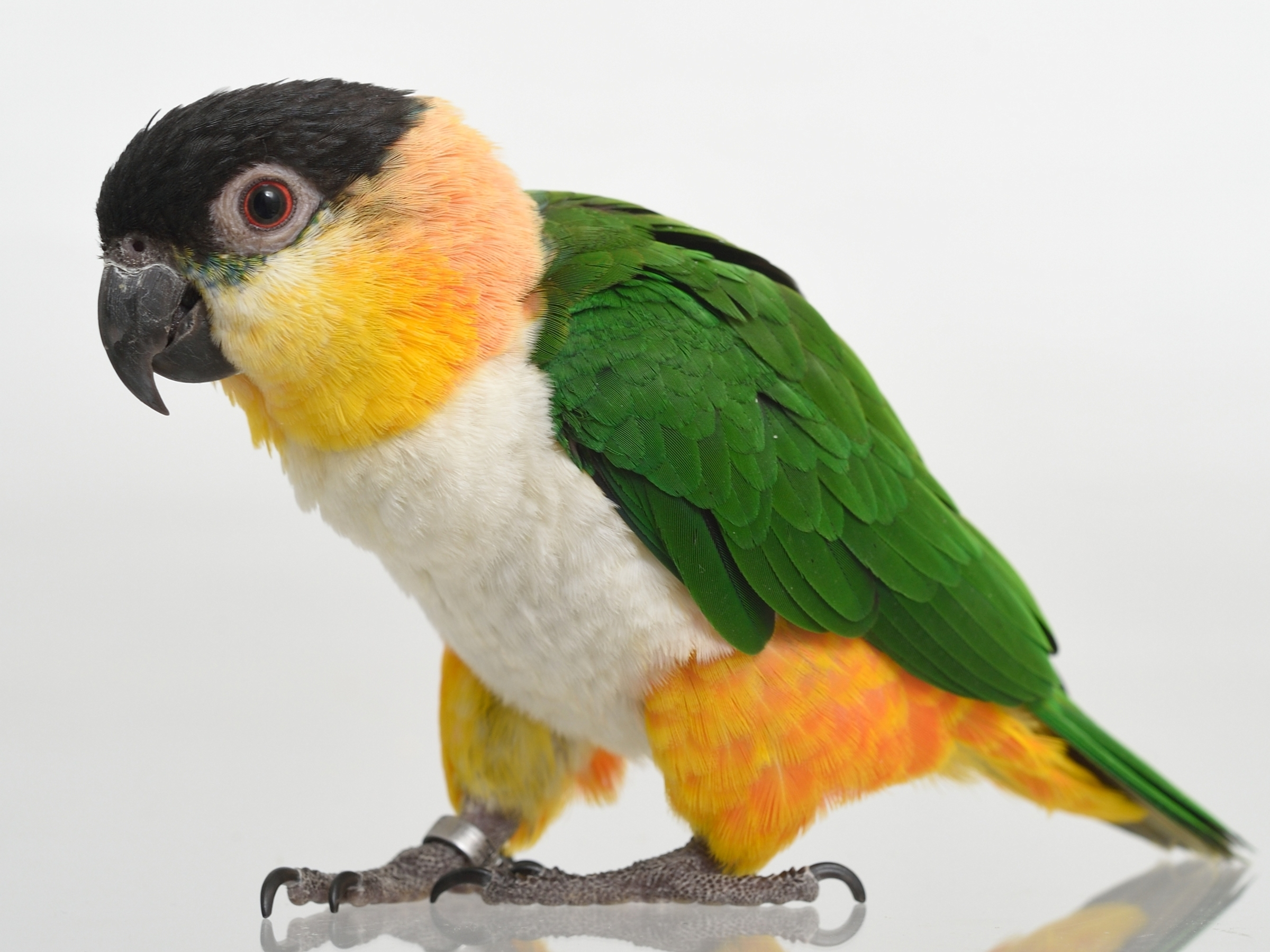
ズグロシロハラインコ♀

ズグロシロハラインコ（英: Black-Headed Caique、学名：Pionites melanocephala）
黒い頭頂部、黄色から橙色の頭部、白い腹部、黄色い足の羽毛と下尾筒、緑の雨覆羽と背中、青みがかった羽毛、灰色がかった嘴、そして黒い色の足をしている。これらの彩色には細かなバリエーションが存在している。ズグロシロハラインコは30〜40羽の集団で群れることが多い。

## 飼育
シロハラインコは飼い鳥として人気が高まってきているが、種類としてはズグロシロハラインコがもっとも一般的である。シロハラインコはヒトによくなつき、ひっくり返っておもちゃ遊びを楽しむ愉快な鳥として知られている。彼らはとりわけ上手な飛行家というわけではなく、その代わりに移動のモードにあわせて、歩く、はねる、あるいは跳ぶことを好む。彼らの挙動はローリーやロリキートのそれがもっとも近いと言われている。
シロハラインコはきちんとしつければ（もっと大きなオウムの最大音量に比べて）静かな鳥ではある。彼らは火災報知機の音にたとえられるような特有の呼び鳴きをして、見えないところにいる群れの仲間に警告を発したり、コンタクトをとったりする。この鳴き声はジャングルの中で群れの仲間に、あるいは隣接するアパートの住人に、警告を発するのに十分な、高く、つんざくような、そして大きな声である。彼らは非常に活発で、絶え間なく物をいじりまわすことを好み、遊ぶことが大好きであり、頻繁に物を齧る。彼らは他の種類のインコに対して強い警戒心を示したり、攻撃的になることがあるので、シロハラインコの購入を検討していて、他の種類のインコを飼っていたり、その計画のある場合は注意が必要である。彼らを遊ばせている時には常に高い注意を払っている必要がある。頑固で、めがねを盗むことや、齧られては困るものから気をそらすことは、お気に入りの小物やおもちゃで誘惑したとしても容易なことではない。
シロハラインコはヒトの物まねは苦手で、彼らの飼い鳥としての魅力はおしゃべりをする能力よりはむしろ、彼らの遊び戯れる様子にこそあり、狭い所に入って遊ぶことなどを好む。彼らは単語の物まねをすることができ、このときは低いがらがら声でしゃべる。また彼らは口笛の音をまねることもでき、中には新しい呼び声や旋律を作り出すためにレパートリーを創造的に再結合して、さらに大きなレパートリーを持つに至るものもある。また彼らは、電話の着信音や電子レンジのチンなどのような環境音を真似することを楽しみもする。
シロハラインコは独特な体臭がする。個体によっては強いにおいを持つものもおり、そのにおいは乾燥したボール紙のそれにたとえられる。購入を検討している場合は（他のペットでも同様であるが）事前に鳥に接して、彼らの体臭が不快に感じられないか確認したほうがよい。

## 性別
シロハラインコ属のいずれの種でもオスとメスはまったく同じ外見をしている。メスの方がやや大きいが、体重だけで性別を判別することはできない。性別を判別する手段は外科的な判別と DNA 検査しかない。